# Comtat de Lió
El comtat de Lió o del Lionès fou una jurisdicció feudal de França, centrada a la ciutat de Lió, sorgida del nucli principal del ducat de Lió.
El 855 formà part de l'efímer regne de Provença sorgit de la seva partició, part aviat absorbida per l'altra part, la Lotaríngia (863); fou ocupat per França (870) però la regió borgonyona es va independitzar amb el nom de regne d'Arle o Provença (879).
A l'inici del segle X el pagus Lugdunensis apareix esmentat dins el regne de Borgonya en diverses cartes entre les quals la de 23 d'abril del 943 del rei Conrad de Borgonya que feia una donació a Cluny; llavors el lionès el formaven els pagus del lionès propi entorn de Lió i una extensió cap a Trévoux, el pagus Forensis (Forez), el pagus Rodanensis (Roanne), el pagus Jiarensis o Giarensis (a la vall del riu Gier); cap al nord-est hi podria haver el pagus Varisenus o Vausinus del que només parla un document, i la resta de territoris o pagus que hi pogués haver en aquesta zona no han estat identificats. La primera vegada que s'esmenta el comitatus Lugdunensis en lloc de pagus Lugdunensis és el 19 d'octubre del 959 (cartulari de Savigny) però en un sol document i la resta mantenen la simple qualificació de pagus. Els comtes que apareixen al segle X són comtes de Poitou que exercien jurisdicció a Alvèrnia, comtat que sembla que dominava la part occidental del Lionès. El possible poder temporal dels arquebisbes de Lió sobre la ciutat i rodalia és una qüestió discutida. Forez (entorn de Feurs i Monbrison) va esdevenir de facto comtat separat al segle X i hauria disputat el comtat de Lió amb els arquebisbes; la nissaga de Forez va prendre el títol de comtes de Forez deixant el nom de Lió pels arquebisbes situació que va durar fins al 1173 amb un arranjament entre els comtes i els arquebisbes.
Segons August Bernard, el comte Guillem I (Guillem III d'Aquitània) el Pietós hauria dividit (el 918?) els seus territoris entre els seus fills, donant al gran Guillem (II de Lió i IV d'Aquitània el Jove) el Lionès, a Artald el Forez i a Bernat o Berald (o Gerard) el Beujolais; la font primària d'aquesta notícia no es coneix. El comte Guillem que apareix en una carta del 913 hauria de ser Guillem III d'Aquitània; una altra carta sense data esmentada per Paradin anomenaria a un "Vuillelmus…Lugdunesium comes" i no pot ser atribuïda amb seguretat al pare o al fill. El 27 d'agost del 925 una donació a l'abadia de Savigny era subscrita per l'arquebisbe Remigi II (vers 916-926 Remigii archiepiscopi) i pel comte Guillem (Vuillelmi comitis) i ja estaria referida a Guillem II (IV d'Aquitània), tot i no esmentar-se com a duc, perquè no es feia quan es parlava d'actuacions em àmbits menors; així Guillem IV d'Aquitània seria també esmentat com "Wilelmo iuniore, comite et domno illustrissimo marchione Alvernorum et comite Matisconensi", en dues cartes del 926 en relació al comtat de Mâcon. Una carta del 28 de març del 944 amb relació a l'abadia de Cluny, esmenta a Ademar vescomte del Lionès, i diu que es fa en presència del marquès Hug estant subscrita pels comtes Letald, Carles i Guillem; el primer és Letald de Mâcon i el segon Carles Constantí de Vienne; el tercer, Guillem, si fos comte de Lió difícilment seria esmentat com a tercer en una carta subscrita pel seu vescomte; la carta xoca també amb el fet que fos Guillem I de Poitu Cap d'Estopa (comte de Poitou 934-63, però comte d'Alvèrnia vers 950-963); llavors, si fos un personatge diferent seria el successor de Guillem IV d'Aquitània en el comtat, segurament en aquest cas un fill (Guillem III) 
Artald seria el seu germà, que tenia el Forez i hauria succeït a Guillem (III de Lió). Segons Auguste Bernard, que no dona la font, hauria mort el 960 i no apareix en cap font primària. Samuel Guichenon el cita a la "Histoire de la Souverainté de Dombes" escrita el 1662, junt amb un fill, Gerald o Gerard, però no dona la font primària. Segons Bernard es va casar amb una dona de nom Tarèsia la mort de la qual està registrada al necrològic de la prioral d'Ambierle com el "V id Jun".
El seu fill Gerald o Gerard l'hauria succeït d'acord amb Samuel Guichenon a la "Histoire de la Souverainté de Dombes" de 1662; la seva existència està acreditada per una donació de 994 sota Artald II, que l'esmenta com a fill de "Gerardi quondam nobilis viri et Gimbergiae"; per tant Gerard o Gerald estava casat amb Gumbergis, i se sap que va deixar cinc fills (Artald II, Umfred -esmentat en un epitafi probablement apòcrif- Esteve -esmentat en el mateix epitafi- Hug -abat d'Ainay- i probablement Adescelina abadessa de Sant Pere de Lió).
Artald II està testimoniat en una donació de 985 o 986 a Sant Irineu de Lió, en una donació a Savigny el 994 i una a Cluny el 995. Va morir vers 999 o 1000 (potser 11 d'octubre de 1000]). Es va casar amb Teutberga (+ vers 1013 era viva el 13 d'abril de 1012) que en quedar vídua es va tornar a casar amb Pons comte de Gavaldà i de Forez el qual la va repudiar abans del 1008 i fou assassinat en revenja (+ vers 1011/1016) pel seu fillastre Artald III. Artald II va deixar tres fills, l'esmentat successor Artald III, Gerald II i Rotilda.
Artald III va matar el seu padrastre Pons de Gavaldà i Forez i apareix esmentat en una carta del 1017 en una donació del seu germà Gerald a Savigny per l'ànima dels seus pares i del seu germà, el que vol dir que havia mort ja en aquest any. El seu germà Gerald el va succeir. Gerald apareix en aquesta donació del 1017 com a comte per primer cop; va voler imposar al seu fill infant com a arquebisbe de Lió a la mort de l'arquebisbe Burcard el 1033; apareix per darrera vegada en una donació del 1046 a Savigny. La seva mort està registrada en dos necrològiques amb dates diferents (5 de març i 20 de setembre) sense indicar l'any, que seria vers 1047. Es va casar amb Adelaida possible filla de Pons de Gavaldà i va tenir potser cinc fills (Artaud IV que segueix, Jofre Guillem, Rotulfa -dubtosa- Prèvia i un fill de nom desconegut al que el pare va voler imposar com a arquebisbe Lió el 1033 que podria ser en realitat Jofre Guillem).
Artald IV (+ després de 14 de maig de 1078 i abans de 6 de desembre de 1079) esmentat en una carta de donació a l'església d'Aurec anterior al 1061 i en una altra sense data en què Aurec era donada a l'abadia de Saint-Michel-l'Ecluse a Savoia (VIII Id Feb regnante Rodulfo rege die Jovis). El papa Gregori VII el va excomunicar al concili de Worms el 1076 pels seus atacs a l'església de Lió. Guillem de Forez en una carta de donació de 14 de maig de 1078, esmenta a Artald com el seu pare. Es va casar amb Ramona i va tenir dos fills, Guillem IV de Lió i de Forez i Ita Ramona o Ida, que es va casar amb Renald II comte de Nevers del que es va divorciar i va casar després amb Guigó Ramon d'Albon que sembla que era massa jove en aquest temps per Ida Ramona. S'ha suggerit que en realitat es va casar a Guiu (o Guiu Ramon) comte de Mâcon i de Vienne (1065-1078, † 1109) amb el que hauria fet una donació de terres (amb les que Ida havia estat dotada) a l'abadia de Cluny el 1085, abadia en la qual Guiu s'havia fet monjo el 1078, però això no explica com després Forez va passar a Albon excepte si aquest matrimoni va tenir una filla anomenada també Ida Ramona, que s'hauria casat a Guigó Ramon.
El successor, Guillem IV anomenat el Vell — mort en combat a setge de Nicea (1097) — apareix en una donació a Savigny el 14 de maig de 1078 on esmenta al seu pare Artald que devia ser viu encara. El 6 de desembre de 1079 en una altra donació ja es dona el títol de comte i fill d'Artald (Vuillelmi comitis filii Artaldi). Va fer donació de l'església de Saint-Julien de Moind lez Montbrison a l'arquebisbe de Lió abans de marxar a la Croada, en carta de 1096 (abans del 10 de desembre) i va marxar cap a Terra Santa amb Robert II de Flandes; va morir en combat durant el setge de Nicea (1097). Estava casat amb Guandalmodis de Beaujeu, filla de Guixard II de Beaujeu i va tenir dos fills, Guillem V que segueix, i Eustaqui.
Guillem V (+ després del 1107) el va succeir, apareixent en una carta del 1107 i es va fer monjo abans del 1010. Fou assassinat pel senyor Galcerà de Lavieu que acusava a Guillem d'haver violat a la seva dona. El va succeir el seu germà Eustaqui. Auguste Bernard esmenta una carta en la qual feia donació del castell de Saint Trivier al senyor de Beaujeu. No va sobreviure gaire temps al seu germà i va morir abans del 1017.
Aquí la successió entra en una greu dificultat. Apareix com a comte Guigó I, fill de Guigó Ramon d'Albon, fill al seu torn de Guigó VI el Vell i germanastre de Guigó VII el Gras o Pinguis delfí i comte d'Albon, Grenoble i Vienne. L'herència hauria anat d'Eustaqui a la seva tia Ida Ramona, però aquesta sembla massa gran per estar casada amb Guigó Ramon. Ida Ramona havia estat casada amb el comte de Nevers però la seva filla s'anomenava Elisabet, casada amb Miló de Courtenay (del que fou la segona esposa). Sempre apareix Ida, Ida Ramona o Ida de malnom Ramona com esposa de Guigó Ramon i una explicació seria que fos una Ida Ramona diferent, germana de Guillem V i no de Guillem IV o filla d'Ida Ramona casada en un segon matrimoni a Guiu de Vienne i no amb Guigó de Forez (com s'explica més amunt). En condició de comte de Forez (i titular de Lió) Guigó I va fer una donació a Cluny per l'ànima del seu pare Guigó de mal nom Ramon i la seva mare Ida de mal nom Ramona, datada el 1137, va rebre el comtat de Forez i els drets titulars del Lionès per dret matern vers el 1017. Va morir el 27 d'octubre de 1138 i de fet ja només s'esmenta com a comte de Forez. Es va casar amb la filla de Guixard III de Beaujeu i va tenir dos fills: Guillem que es va fer monjo el 1135 i Guigó II que apareix el 16 de juliol de 1158 donant pas pel seu territori als cavallers hospitalaris i que el 15 d'octubre de 1167 va arribar a un acord amb l'arquebisbe de Lió al que hauria cedit els drets comtals de Lió i regió a l'entorn, acord confirmat el 1173. Hauria cedit el comtat el 1198 al seu fill Guigó III però aquest va morir a Acre el 28 de novembre de 1202 i hauria tornat a assolir el govern que devia exercir de fet en absència del fill. La darrera actuació fou una donació a l'abadia de Bénissons Dieu. Guigó III va morir el 6 de desembre de 1206 deixant quatre fills: Guigó III, comte de Forez (vegeu comtat de Forez) premort però pare del següent comte Guigó IV; Renald (enumerat com Renald II de Forez arquebisbe de Lió 1193-21 d'octubre de 1226); Humbert (canonge de Sant Joan de Lió i després abat de Sant Just; i Clemència).

## Llista de comtes

### Casà d'Aquitània-Alvèrnia
- Guillem I el Pietòs (duc d'Aquitània, comte d'Alvèrnia) 886-918
- Guillem II el Jove (duc d'Aquitània i comte d'Alvèrnia) 918-926 (fill)
- Guillem III 926-940 (fill)
- Artald I, 940-960 (germà)
- Gerard I, 960-990 (fill)
- Artald II, 990-1011 (fill)
- Artald III 1011-1014 o 1017 (fill)
- Gerard II 1014 o 1017-1047 (germà)
- Artald IV 1047-1079 (fill)
- Guillem IV el Vell, 1079-1097 (fill)
- Guillem V, 1097- després de 1107 (fill)
- Eustaqui després de 1107-abans de 1117

### Casa d'Albon
- Ida Ramona (germana de Guillem IV) abans de 1117-?, casada amb Guigó Ramon (marit, nascut vers 1074, casat vers 1085 mort vers 1096)
- Guigó I, comte de Lió i de Forez 1117-1138 († 1138), fill de Guiguó Ramon de Forez i d'Ida Ramona (filla d'Artald IV?)
- Guigó II, comte de Lió i de Forez 1138-1173, comte de Lió i de Forez (restà comte de Forez, † 1206)
- Per un acord confirmat el 1173 el títol de comte de Lió passa a l'església primada de Sant Joan de Lió, sent canonges-comtes de Lió. Els comtes conserven el títol de comtes de Forez.